# Depresja poporodowa
Depresja poporodowa (ang. PPD, postpartum depression, postnatal depression) – zaburzenie nastroju, które może rozwinąć się u rodzica po narodzinach dziecka. Dawniej uważano, że na depresję poporodową chorują wyłącznie kobiety, jednak obecnie wiadomo, że dotyka ona również mężczyzn. Szacuje się, że na depresję poporodową choruje 13–20% matek oraz ok. 10% ojców.

## Symptomy
Najczęstszymi symptomami są:
- Chwiejność emocjonalna,
- Smutek,
- Rozdrażnienie,
- Utrata zainteresowań,
- Poczucie winy,
- Spadek koncentracji,
- Brak energii lub pobudzenie,
- Myśli samobójcze,
- Wycofanie społeczne,
- Trudność w opiekowaniu się dzieckiem,
- Trudność w sprostaniu codziennym obowiązkom,
- Zaniedbywanie wyglądu i higieny,
- Zaburzenia snu,
- Zmniejszony apetyt (rzadziej zwiększony),
- Zmniejszona ochota na seks,
- Lęk,
- Napady paniki,
- Obsesyjne myśli,
- Kompulsje,
- Objawy psychosomatyczne.

## Diagnoza

### Kryteria
Kryteria diagnostyczne w przypadku depresji poporodowej są identyczne, co kryteria dużej depresji. W przypadku depresji poporodowej ważny jest jednak początek wystąpienia choroby. Klasyfikacja ICD-10 podaje, że jej objawy muszą wystąpić w ciągu 6 tygodni po porodzie. Z kolei klasyfikacja DSM-5 mówi, że symptomy rozwijają się w ciągu 4 tygodni po porodzie. Dodatkowo DSM-5 nie różnicuje depresji ciążowej oraz depresji poporodowej, lecz oba te zaburzenia określa jako „zaburzenia depresyjne okołoporodowe” (depressive disorder with peripartum onset). Mimo tych wytycznych większość psychiatrów stosuje założenie, że depresja poporodowa może rozwinąć się w ciągu pierwszego roku po porodzie. Podobne kryterium czasowe stosuje się w wielu badaniach naukowych.

### Różnicowanie

#### Baby blues
Baby blues to powszechna nazwa przygnębienia poporodowego, które występuje u ok. 50 – 80% kobiet po porodzie. Ze względu na tak częste występowanie baby blues uznaje się za naturalne, fizjologiczne zjawisko, wynikające prawdopodobnie z nagłych zmian hormonalnych, zmęczenia, niedoboru snu i stresu związanego z nową sytuacją. Najczęstszymi symptomami są płaczliwość, zamartwianie się, huśtawka nastroju, poirytowanie, trudności ze spaniem. Symptomy te powinny jednak ustąpić w ciągu 2 tygodni, inaczej należy rozważyć, czy nie mamy do czynienia z depresją poporodową.

#### Psychoza poporodowa
Psychoza poporodowa to nagły stan wymagający natychmiastowej hospitalizacji matki. Dotyka on 1 na 1000 matek. Głównymi symptomami są halucynacje, urojenia, zmiana charakteru, utrata zahamowań, obniżony lub podwyższony nastrój, dezorientacja, pobudzenie, bezsenność. Psychoza poporodowa dobrze odpowiada na leczenie, które polega na wprowadzeniu leków przeciwpsychotycznych oraz zapewnieniu wsparcia.

### Testy diagnostyczne
Najpowszechniejszym testem przesiewowym stosowanym przy diagnozie jest Edynburska Skala Depresji Poporodowej (ESDP). Jest to wystandaryzowany kwestionariusz, składający się z 10 pytań. W przypadku uzyskania 13 punktów lub więcej, kobieta powinna zasięgnąć konsultacji lekarskiej celem potwierdzenia lub wykluczenia diagnozy. Test dostępny jest bezpłatnie w internecie. Warto podkreślić, że Amerykańska Akademia Pediatryczna (American Academy of Pediatrics) zaleca wykonywanie matkom testu przesiewowego ESDP w 1-miesiącu, 2-miesiącu oraz 4-miesiącu po porodzie.

## Przyczyny
Nie jest obecnie znany mechanizm powstawania depresji. Istnieją jedynie dowody mówiące, że pewne czynniki zwiększają szansę zachorowania na PPD. Czynniki te dzielimy na biologiczne i psychospołeczne. W przypadku ojców najbardziej narażeni są ci, których partnerki chorują na PPD. Szacuje się, że w takiej sytuacji 24 – 50% z nich również rozwinie symptomy depresyjne.

### Biologiczne czynniki ryzyka
- Predyspozycje genetyczne[20],
- Wahania hormonalne[21],
- Deprywacja snu[22],

- Poród z komplikacjami[23].

### Psychospołeczne czynniki ryzyka
- Stres[24],
- Niskie wsparcie społeczne[25],
- Trauma w dzieciństwie[26],
- Problemy w związku[27],
- Trudności finansowe[28],
- Trudności w karmieniu piersią[29],

- Niska samoocena[30].

## Leczenie
Leczenie depresji poporodowej powinno być dostosowane do ciężkości zaburzenia. W przypadku łagodnej i umiarkowanej depresji leczeniem pierwszego wyboru jest wsparcie psychologiczne. Z kolei w przypadku ciężkich symptomów najlepsze efekty obserwuje się przy połączeniu wsparcia psychologicznego oraz leków.

### Psychoterapia
Zarówno terapia indywidualna, jak i grupowa, mogą być z powodzeniem stosowane w przypadku osób z PPD. W przypadku indywidualnej terapii najwięcej badań potwierdzających skuteczność dotyczy terapii poznawczo-behawioralnej. Udział partnera w sesjach terapeutycznych również może przyczynić się do zniwelowania u osoby symptomów.

### Leki
Najczęściej stosowanymi lekami w depresji poporodowej są antydepresanty z grupy SSRIs. Warto pamiętać, że kobiety bezpośrednio po porodzie mogą metabolizować leki szybciej z powodu wpływu hormonów na enzymy wątrobowe. Dlatego część psychiatrów zaleca rozpoczęcie leczenia od mniejszej dawki, a następnie stopniowe jej zwiększanie. Dla porównania, z tego samego powodu kobiety w ciąży mogą wymagać większych dawek leków.
W przypadku matek chorych na PPD ważną kwestią przy wprowadzeniu leków jest to, czy kobieta karmi piersią. Leki psychotropowe przechodzą do mleka matki i potencjalnie mogą wpływać na dziecko. Mimo to, duża część leków psychotropowych uznawana jest obecnie za względnie bezpieczną i z powodzeniem stosowana jest w wielu przypadkach.

### Elektrowstrząsy
Istnieje wiele badań potwierdzających skuteczność terapii elektrowstrząsowej zarówno w leczeniu depresji poporodowej, jak i depresji w czasie ciąży. Z powodu większej ingerencji w ciało (konieczność zastosowania znieczulenia oraz potencjalne skutki uboczne) jest to jednak metoda zarezerwowana do leczenia cięższych przypadków, zazwyczaj, gdy osoba nie zareagowała na wiele spośród standardowo stosowanych leków.